# Omikron Scorpii
Omikron Scorpii (ο Scorpii, förkortat Omikron Sco, ο Sco), som är stjärnans Bayerbeteckning, är en stjärna belägen i närheten av det mörka molnet Rho Ophiuchi i mellersta delen av stjärnbilden Skorpionen. Den har en skenbar magnitud på +4,57 och är synlig för blotta ögat. Baserat på parallaxmätningar har det beräknats att den befinner sig på ett avstånd av ca 900 ljusår (ca 270 parsek) från solen.

## Egenskaper
Omikron Scorpii är en vit jättestjärna av typ A med spektralklass A4II/III. Den är en av de ljusare medlemmarna i denna sällsynta klass av stjärnor, vilket gör den intressant för studier. Omicron Scorpii har en massa som är cirka åtta gånger solens massa och en radie som är femton gånger solradien. Den är ungefär 40 miljoner år gammal. Stjärnan utstrålar energi från sin yttre atmosfär motsvarande omkring 3 200 gånger solens ljusstyrka vid en effektiv temperatur på ca 8 128 K. Den visar inte något överskott på infraröd strålning på grund av omgivande stoft eller en eventuell infraröd följeslagare. Ljuset från stjärnan är också dämpat av interstellärt stoft.
Omicron Scorpii nämns ibland under 1920-talet som en möjlig medlem av undergruppen Upper Scorpius i Scorpius-Centaurus OB-föreningen. Den förekommer dock inte i de senaste förteckningarna för denna grupp på grund av dess lilla rörelse och lilla trigonometriska parallax, som registrerats av Hipparcos. Detta tyder på att det är en bakgrundsstjärna, som inte är kopplad till Scorpius-Centaurus. 